# Ophiomyia coniceps
Ophiomyia coniceps este o specie de muște din genul Ophiomyia, familia Agromyzidae. A fost descrisă pentru prima dată de Malloch în anul 1915. Conform Catalogue of Life specia Ophiomyia coniceps nu are subspecii cunoscute.